# Wormaldia ambigua
Wormaldia ambigua är en nattsländeart som beskrevs av Navás 1916. Wormaldia ambigua ingår i släktet Wormaldia och familjen stengömmenattsländor. Inga underarter finns listade i Catalogue of Life.